# Baby's Got a Temper
Baby's Got a Temper è un singolo del gruppo musicale britannico The Prodigy, pubblicato nell'agosto 2002.
Fu il primo brano pubblicato dopo l'uscita dal gruppo del DJ Leeroy Thornhill nel 2000.

## Tracce
CD singolo (Regno Unito)
1. Baby's Got a Temper (Main Mix) – 4:24
2. Baby's Got a Temper (Dub Mix) – 5:58
3. Baby's Got a Temper (Instrumental) – 4:24

12" (Regno Unito), CD singolo (Stati Uniti)
1. Baby's Got a Temper (Main Mix) – 4:24
2. Baby's Got a Temper (Dub Mix) – 5:28
3. Baby's Got a Temper (Instrumental) – 4:24
4. Baby's Got a Temper (Acapella) – 3:25

DVD (Regno Unito)
1. Baby's Got a Temper (Main Mix) – 4:24
2. A Day at Work – 1:56